# Silverchair
Silverchair – australijski zespół muzyczny, którego muzykę można określić mianem ‘grunge’u. Powstał on w Newcastle, w Nowej Południowej Walii we wczesnych latach 90.
Członkowie grupy Silverchair poznali się grając w zespole Innocent Criminals (ang. „Niewinni Kryminaliści”). Początkowo w jego skład wchodziły cztery osoby, jednakże jedna z nich – Tobin Finnane, opuścił grupę. Pierwsze próby zespołu odbywały się w garażu Bena Gilliesa. Grupa grała covery takich grup jak Deep Purple, Led Zeppelin, Black Sabbath przeplatając je własnymi kompozycjami.
Kariera zespołu Silverchair rozpoczęła się od wygrania przez ich utwór Tomorrow konkursu radiowego, którego główną nagrodą było wydanie maksisingla oraz nagranie teledysku. W 1995 grupa wydała pierwszą płytę, zatytułowaną Frogstomp. Album ten już po kilku tygodniach zyskał status platyny w Stanach Zjednoczonych. Dało się odczuć, że młodzi artyści wzorowali się na amerykańskim grunge’u (niektórzy krytycy wytykali zespołowi zbytnie podobieństwo do Nirvany), jednakże w późniejszych latach wypracowali oni swój własny styl.
Kolejny album – Freak Show (1997) miał nieco mocniejsze brzmienia, ale nie odniósł tak wielkiego sukcesu, jak pierwsza płyta, pomimo wielkiej popularności singla Freak. W tym czasie Daniel Johns nie potrafił poradzić sobie ze sławą – jak przyznał po latach, cierpiał na anoreksję i myślał o popełnieniu samobójstwa.
Ich trzeci album, Neon Ballroom (1999) rozchodził się równie dobrze, jak dwa poprzednie. Większość piosenek została napisana, gdy Daniel Johns cierpiał na anoreksję, więc odzwierciedlające uczucia i myśli artysty teksty były dosyć specyficzne. Na albumie udziela się znakomity australijski pianista, David Helfgott.
Diorama to czwarty album, wydany w roku 2002. Został on wyprodukowany przez Kanadyjczyka Davida Bottrilla i Daniela Johnsa. W projekt zaangażowano orkiestrę smyczkową z Sydney, nadając mu zupełnie inne brzmienie niż pozostałe albumy.
Od 2003 roku zespół nie koncertuje (z powodu choroby wokalisty), jednakże oficjalnie nie zakończył jeszcze działalności. Reaktywował się 29 stycznia 2005 roku na koncert WaveAid, z którego dochód został przeznaczony na ofiary tsunami.
Obecnie Daniel Johns współpracuje z australijskim artystą grającym muzykę elektroniczną Paulem Macem. Panowie wspólnie założyli grupę The Dissociatives, wydali płytę zatytułowaną The Dissociatives.
Ben Gillies założył wraz z wokalistą Wesleyem Carra (uprzednio grającym folkowe piosenki w knajpach Sydney) zespół, który nosi nazwę Tambalane. Do wspomnianej dwójki dołączyli również basista Greg Royal oraz klawiszowiec Gerard Masters.
Tambalane nagrał już maksisilngiel zatytułowany „Tambalane”, wyprodukowany przez Phila McKellara (album Silverchair „Tomorrow”). Materiał ten ukazał się w Australii w połowie sierpnia 2005 roku.
W 2011 roku zespół został rozwiązany.

## Dyskografia
- Frogstomp (1995)
- Freak Show (1997)
- Neon Ballroom (1999)
- The Best Of Vol.1 (2000)
- Diorama (2002)
- Live from Faraway Stables DVD+cd (2003)
- Young Modern (2007)